# Miguel Candela
Miguel Candela (Parigi, 16 settembre 1914 – Bois-le-Roi, 17 giugno 2000) è stato un violinista e docente francese.

## Biografia
Miguel Candela iniziò lo studio del violino col padre Vincent Michel Candela.
Bambino prodigio, fu ammesso al Conservatorio di Parigi nel novembre 1926. Studiò con Jules Boucherit e ricevette il Premier Prix nel 1927. Esordì all’età di 12 anni alla Salle Gaveau di Parigi con Alexis Kligerman al pianoforte. Successivamente fece una grande tournée, suonando nelle principali città europee. Fece il suo debutto americano nel 1928 con il Concerto n. 1 di Wieniawski e la Romanza in fa maggiore di Beethoven sotto la direzione di suo padre. Candela ricevette un grande successo per la sua interpretazione del Concerto di Brahms nel 1937 a Vienna con i Wiener Symphoniker diretti da Karl Böhm.
Lo scoppio della guerra fermò tutte le sue esibizioni all’estero.
Dopo la guerra, si ricorda un acclamato recital con la pianista Jeanne-Marie Darré il 3 marzo 1946 a Vienna. Il 19 gennaio 1947 Candela eseguì il Concerto di Glazunov con il Concertgebouworkest diretto da Eduard van Beinum ad Amsterdam. Nel 1950 tenne la prima esecuzione del Concerto di Chačaturjan in Francia. Dalla metà degli anni Trenta Candela registrò numerosi 78 giri. Nel 1953, parallelamente alla sua attività di concertista, Candela fondò il ‘Conservatoire de Musique de Paris Miguel Candela - Ecole Musique Danse’. Un'ultima intervista viene rilasciata nel 1990 al periodico «La Page».